# Паникале
Паника̀ле (на италиански: Panicale) е градче и община в Централна Италия, провинция Перуджа, регион Умбрия. Разположено е на 431 m надморска височина, близо до южния бряг на Тразименското езеро. Населението на общината е 5938 души (към 2010 г.).